# Чорний лелека (орнітологічний заказник, Чернівецька область)
Чо́рний леле́ка — орнітологічний заказник місцевого значення в Україні. Розташований у межах Сторожинецького району Чернівецької області, на території, підпорядкованій Чернівецькому військовому лісгоспу (кв. 12, вид. 5, кв. 23, вид. 1). 
Площа 17,1 га. Статус надано 1994 року. Перебуває у віданні Чернівецького військового лісгоспу. 
Статус надано з метою збереження місць оселення лелеки чорного, рідкісного виду, занесеного до Червоної книги України. 